# 가와무라 가게아키
가와무라 가게아키(일본어: 川村景明, 가에이 3년 음력 2월 26일(1850년 4월 8일) ~ 1926년(다이쇼 15년) 4월 28일)는 일본 제국의 화족, 군인이다. 도쿄 위수총독, 압록강군사령관 등을 역임하였다. 관위는 원수, 육군 대장 종1위 대훈위 공1급 자작이다. 통칭은 겐주로(源十郎).